# Haplocoelopsis africana
Haplocoelopsis africana är en kinesträdsväxtart som beskrevs av Frances G. Davies. Haplocoelopsis africana ingår i släktet Haplocoelopsis och familjen kinesträdsväxter. Inga underarter finns listade i Catalogue of Life.